# Kacper Vaz
Kacper Vaz (jap. ガスパル･バス) (zm. 16 sierpnia 1627 w Nagasaki, Japonii) – tercjarz franciszkański, błogosławiony katolicki, męczennik.
Kacper Vaz wraz z żoną Marią żyli w Japonii w XVII wieku. Byli chrześcijanami i tercjarzami franciszkańskimi. Ich dom był schronieniem dla misjonarzy. Odprawiano w nim msze święte i udzielano sakramentów. Po wykryciu ich wyznania przez lokalną władzę japońską, zostali schwytani i osadzeni w więzieniu. Kacper został spalony, a jego żona ścięta.
Kacper Vaz został ogłoszony błogosławionym razem ze swą żoną oraz Janem Romanem przez papieża Piusa IX dnia 7 maja 1867 w grupie 205 męczenników japońskich.